# 盧安瓜河

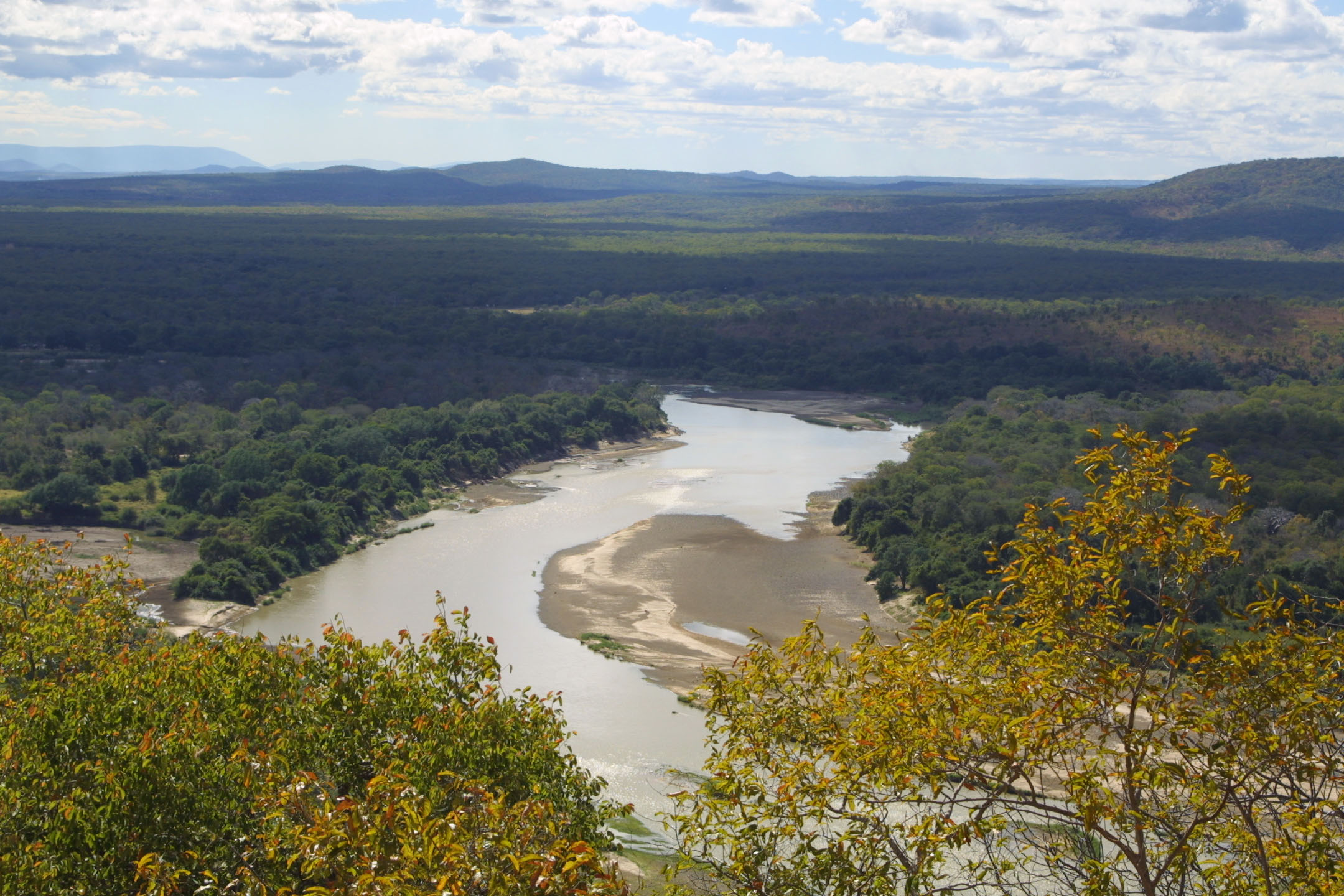
盧安瓜河

盧安瓜河（Luangwa River）是贊比亞四大河流之一，屬於尚比西河的主要支流，是非洲南部保持原貌的最大河流之一，面積達50,000平方公里的河谷是眾多野生動物的棲息地。盧安瓜河在12月至3月的雨季時河水經常氾濫，而水位在乾旱季節時明顯下降。